# Corymbia collina
Corymbia collina là một loài thực vật có hoa trong Họ Đào kim nương. Loài này được (W.Fitzg.) K.D.Hill & L.A.S.Johnson mô tả khoa học đầu tiên năm 1995.